# WrestleMania XXVII
WrestleMania XXVII  este a douăzeci și cincea ediție a WrestleMania pay-per-view-ului WrestleMania organizat de promoția World Wrestling Entertainment. A avut loc pe 3 aprilie 2011 la Georgia Dome din Atlanta, Georgia. Evenimentul a fost primul WrestleMania în statul Georgia și cel de-al doilea în a avea loc în Sud-estul Statelor Unite, în urma WrestleMania XXIV.

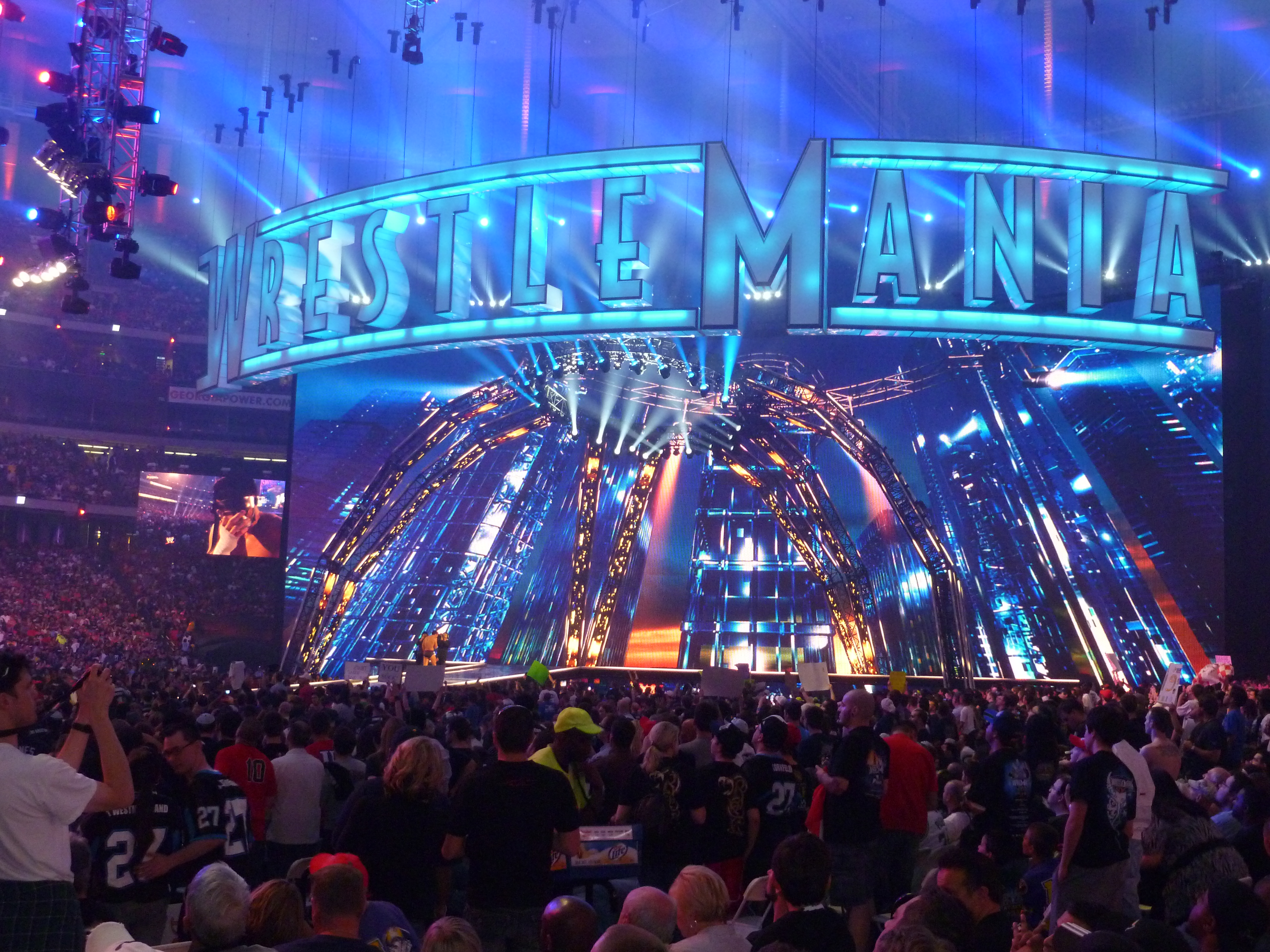
Wrestlemania XXVII Stage

## Rezultate
| Dark | Sheamus (c) și Daniel Bryan a terminat făra rezultat.                                                                                   | Lumberjack match pentru titlul WWE United States Championship | 5:07  |  |  |
| Dark | The Great Khali a câștigat un Battle Royal.                                                                                             | Battle Royal                                                  | 9:39  |  |  |
| 1    | Edge (c) (însoțit Christian) l-a învins pe Alberto Del Rio (însoțit de Brodus Clay) · .                                                 | Meci simplu pentru titlul WWE World Heavyweight Championship  | 11:07 |  |  |
| 2    | Cody Rhodes l-a învins pe Rey Mysterio                                                                                                  | Meci simplu                                                   | 11:58 |  |  |
| 3    | Kane, Big Show, Santino Marella și Kofi Kingston i-au învins pe The Corre (Wade Barrett, Ezekiel Jackson, Justin Gabriel, Heath Slater) | 8-man Tag team match                                          | 1:12  |  |  |
| 4    | Randy Orton l-a învins pe CM Punk | Meci simplu                                                   | 15:01 |  |  |
| 5    | Michael Cole (însoțit de Jack Swagger) l-a învins pe Jerry Lawler prin descalificare                                                    | Meci simplu cu Stone Cold Steve Austin arbitru special        | 13:46 |  |  |
| 6    | The Undertaker l-a învins pe Triple H                                                                                                   | Meci No Holds Barred Match                                    | 29:26 |  |  |
| 7    | John Morrison, Trish Stratus și Snooki i-au învins pe Dolph Ziggler și LayCool                                                          | Meci 6-person mixed tag team match                            | 03:17 |  |  |
| 8    | The Miz (c) (însoțit de Alex Riley) l-a învins pe John Cena                                                                             | Meci simplu pentru titlul WWE Championship                    | 23:19 |  |  |
|      | |                                                               |       |  |  |